# サクシュコトニ川

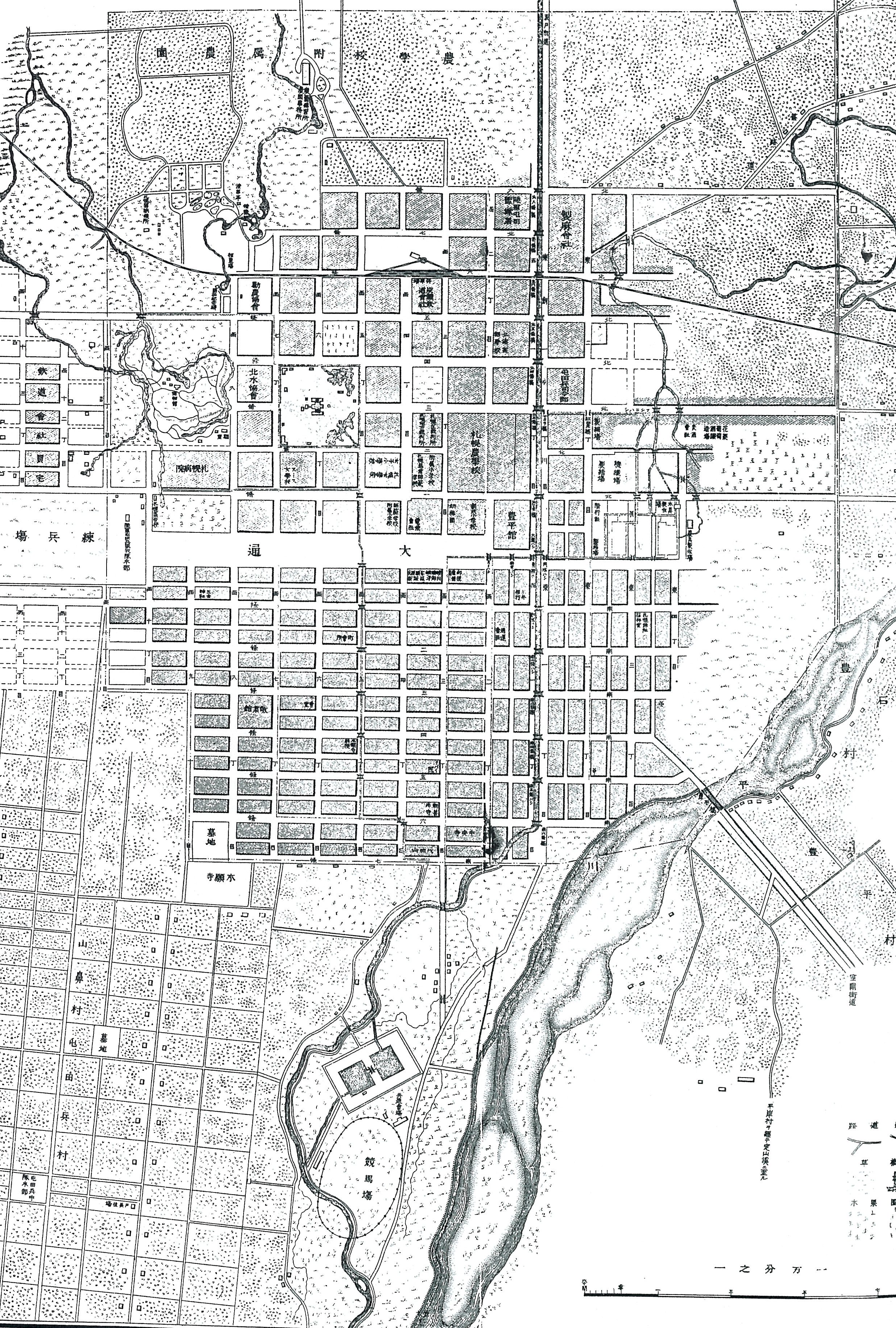
1891年の札幌市街図。市域北部の中央を流れるのがサクシュコトニ川。左側は植物園の泉を水源とするセロンペツ川。

サクシュコトニ川（サクシュコトニかわ）は、北海道札幌市北区を流れる小さな川で、新川水系琴似川支流の準用河川である。ほとんどの区間を北海道大学敷地内で占める。水源が枯渇し流れの無くなった自然河川を2004年に再生事業により復活させた。

## 名称の由来
アイヌ語で、現在の札幌都心部にあたる場所を流れる諸川を総称して「コトニ」と称しており、本川はその一番東端を流れる川であった。
「サクシュ」の原義は「サクㇱ（sa-kus）」（前〔この場合は浜・大川端の意〕・を通る）であり、「サクㇱコトニ（sa-kus-kotoni）」で「浜の方を通るコトニ川」の意となるが、これはこの川が伏籠川に近い方を通っていたことによる名称である。
「サクシュ」の部分の表記についてはサクシ、シャクシ、シヤクウシなどのゆれがある。

## 流路
北海道札幌市北区の北海道大学正門付近（中央ローン南端）から河川として流れ出る。キャンパス内を北に流れ、環状通のエルムトンネルで西に折れ、環状通と石山通の交差点そばで地下に入る。その水は桑園新川と合流したのち、琴似川に注ぐ。

## 歴史
札幌の中心街は豊平川扇状地の上にあり、地下水が豊富だったころにはその扇端のあちこちで水が湧いて小河川を作っていた。サクシュコトニ川もそうした小川の一つで、元来は北海道大学植物園の北にある伊藤邸（建設会社伊藤組土建の創始者・伊藤亀太郎の邸宅）にあった泉を水源とし、北流して偕楽園の泉「ヌㇷ゚サㇺメㇺ」（アイヌ語で野の傍の泉の意）の水を合わせ、北海道大学構内へと流れ込んでいた。小さな小川であったが、昭和初期までは鮭の遡上も見られたという。
周辺の都市化による地下水位の低下により1951年に水源が枯れ、雨の時にしか水を流さなくなり、後に一部が埋め立てられ姿を消した。21世紀初めにサクシュコトニ川の再生計画が持ち上がり、2004年に北海道大学のキャンパスの南端から流れる小川として復活した。川の水は札幌市中央区伏見の藻岩浄水場から浄水過程で発生した放流水を廃止された水道管などを一部区間に使い導水している。